# 玛利亚·克列诺娃
瑪麗亞·瓦西里耶夫娜·克列諾娃（俄语：Мари́я Васи́льевна Клёнова，1898年8月12日—1976年8月6日）是蘇聯女性海洋地質學家、俄國海洋科學奠基人之一。
克列諾娃成為教授後不久，便成為蘇聯科學院南極研究會議的成員之一。在這段期間，她花了將近30年的時間在研究極地地區，並成為第一位在南極洲從事科學研究的女性科學家，常居於澳洲國家南極研究遠征的麥覺理島站點工作。

## 研究生涯
1925年，克列諾娃在蘇聯研究船佩西號上，開始了他的地質學研究生涯。佩西號曾停靠在巴倫支海上的浮動海洋研究機構，以及新地島、斯匹茲卑爾根島、法蘭士約瑟夫地群島等島嶼。1933年，克列諾娃發表了第一張完整的巴倫支海海床圖。
1949年，克列諾娃成為蘇聯科學院石爾秀夫海洋學機構高級研究助理。她的工作主要是大西洋、南極地區、裏海、巴倫支海及白海海洋地質分析。1956年夏季，她率領一支蘇聯海洋學科研團隊從南方群島出發前往繪製尚未測繪的南極海岸。
為了紀念克列諾娃的貢獻，由蘇聯北方艦隊水文調查遠征隊發現的一處的海洋峽谷便以她命名為克列諾娃谷(84°36′N 55°00′W / 84.600°N 55.000°W)。以及金星克列諾娃撞擊坑、南極洲克列諾娃峰皆是以她命名。

## 貢獻
克列諾娃對於第一張南極海床圖的繪製有著重大的貢獻，她出版一套四冊的海圖書籍成為蘇聯海洋地質學的奠基石。她曾長時間待在蘇聯破冰船奧柏號和雷納號上做研究，其研究團隊專注在南極及次南極地區的海洋測量上，隨行人員還包括其他七位女性研究人員。在當時，女性很少被允許採集樣本，通常都是由男性同事代勞。回程途中，克列諾娃成為第一位在麥覺理島登陸的女性科學家。在兩趟南極旅程之間，克列諾娃也曾在蘇聯南極瑪麗皇后地科考站米爾尼站工作。